# Ferocactus wislizenii
Ferocactus wislizenii, comúnmente conocido como biznaga de agua o cacto de barril, es un tipo de cactus caracterizado por tener forma de barril. Su agua es potable, y sus frutas comestibles, es una de las plantas más eficientes al capturar el agua del rocío.

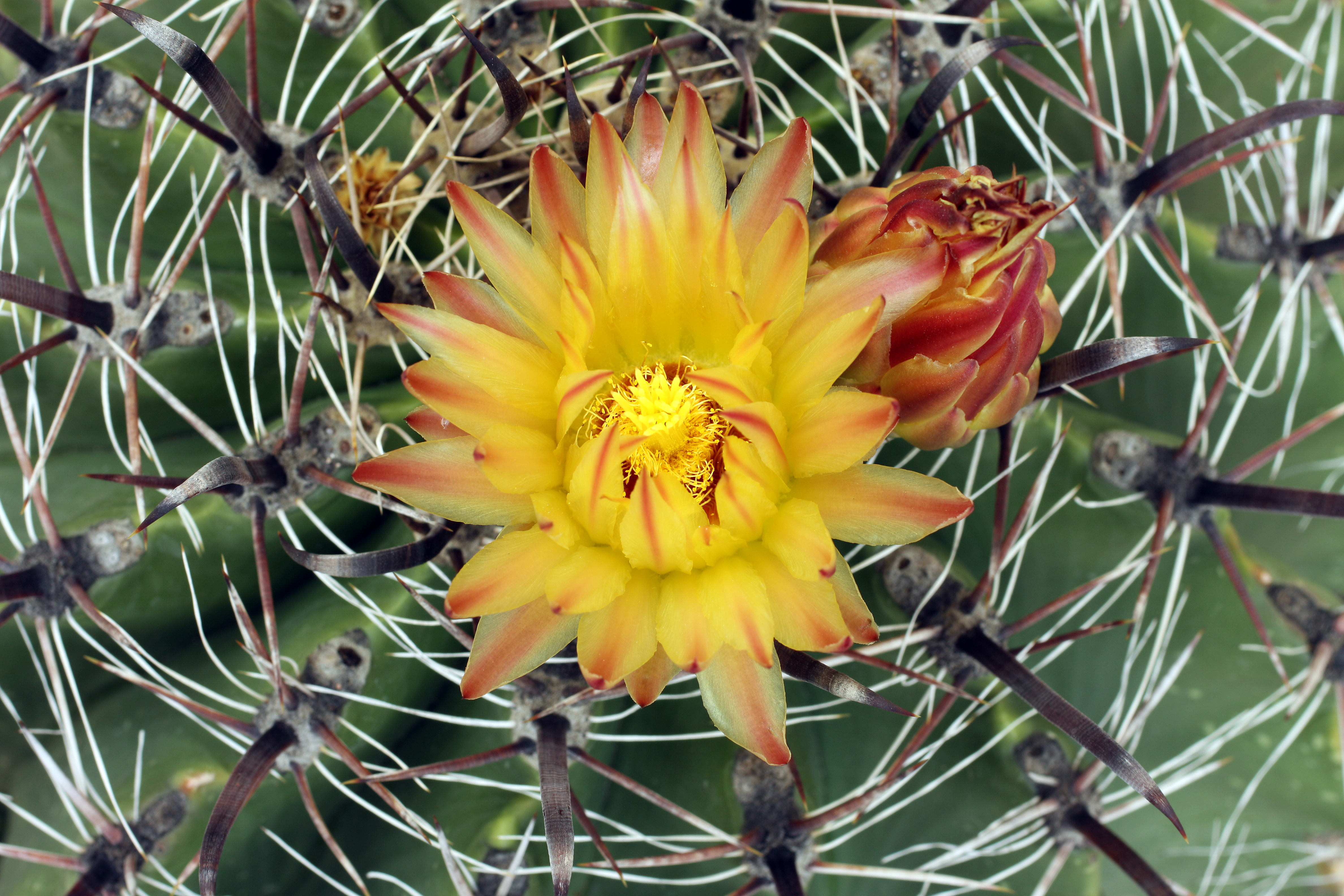
Detalle de la flor.

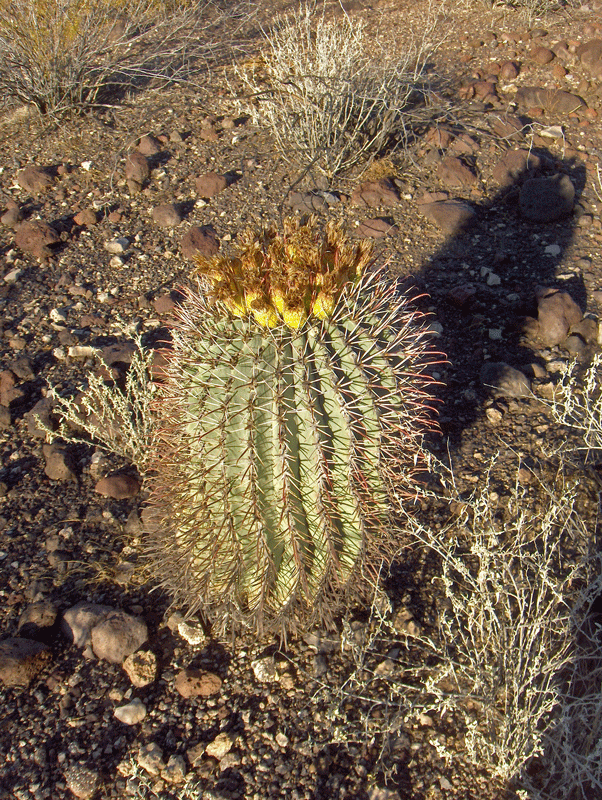
Vista de la planta.

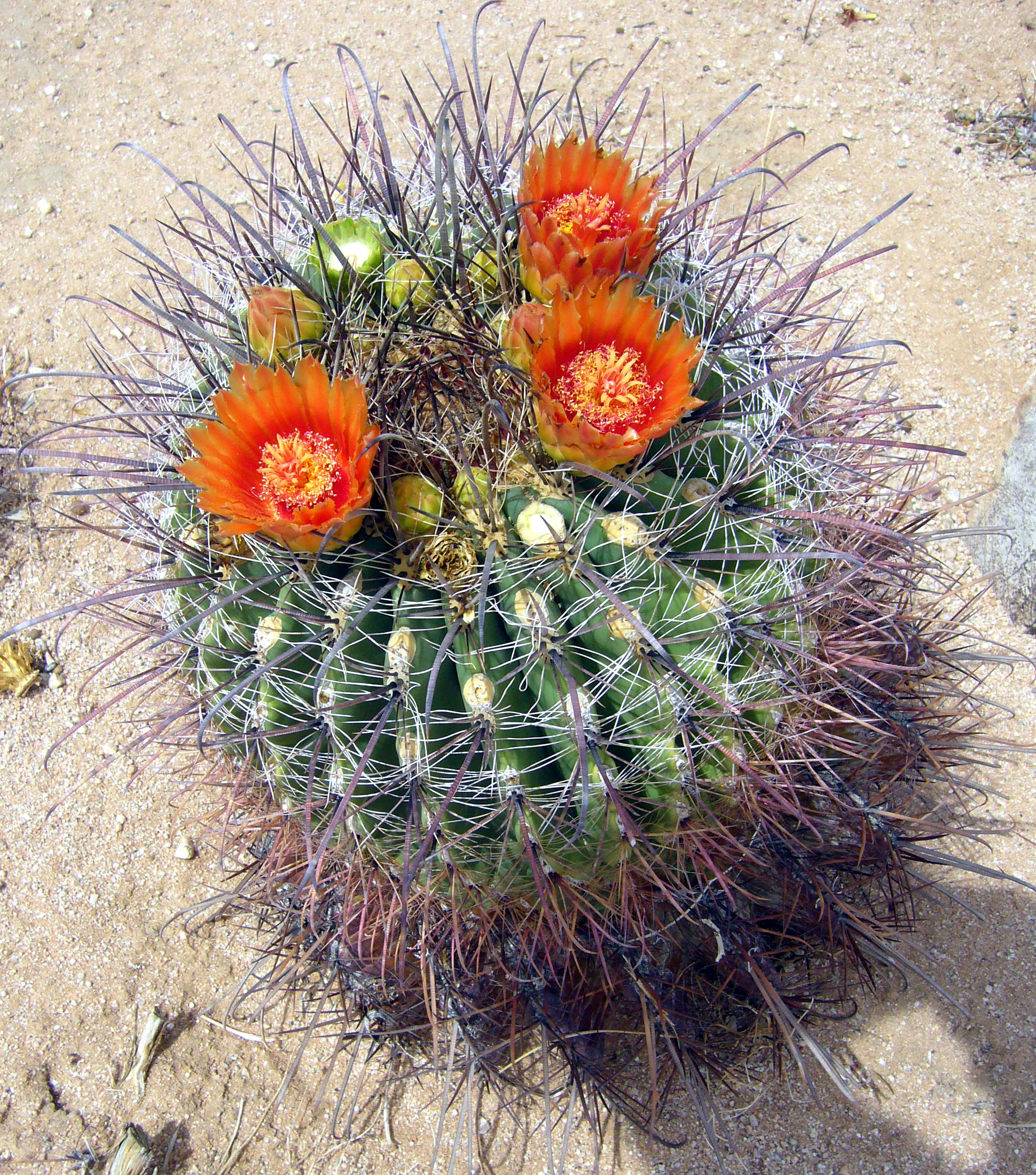
Detalle de la planta en flor.

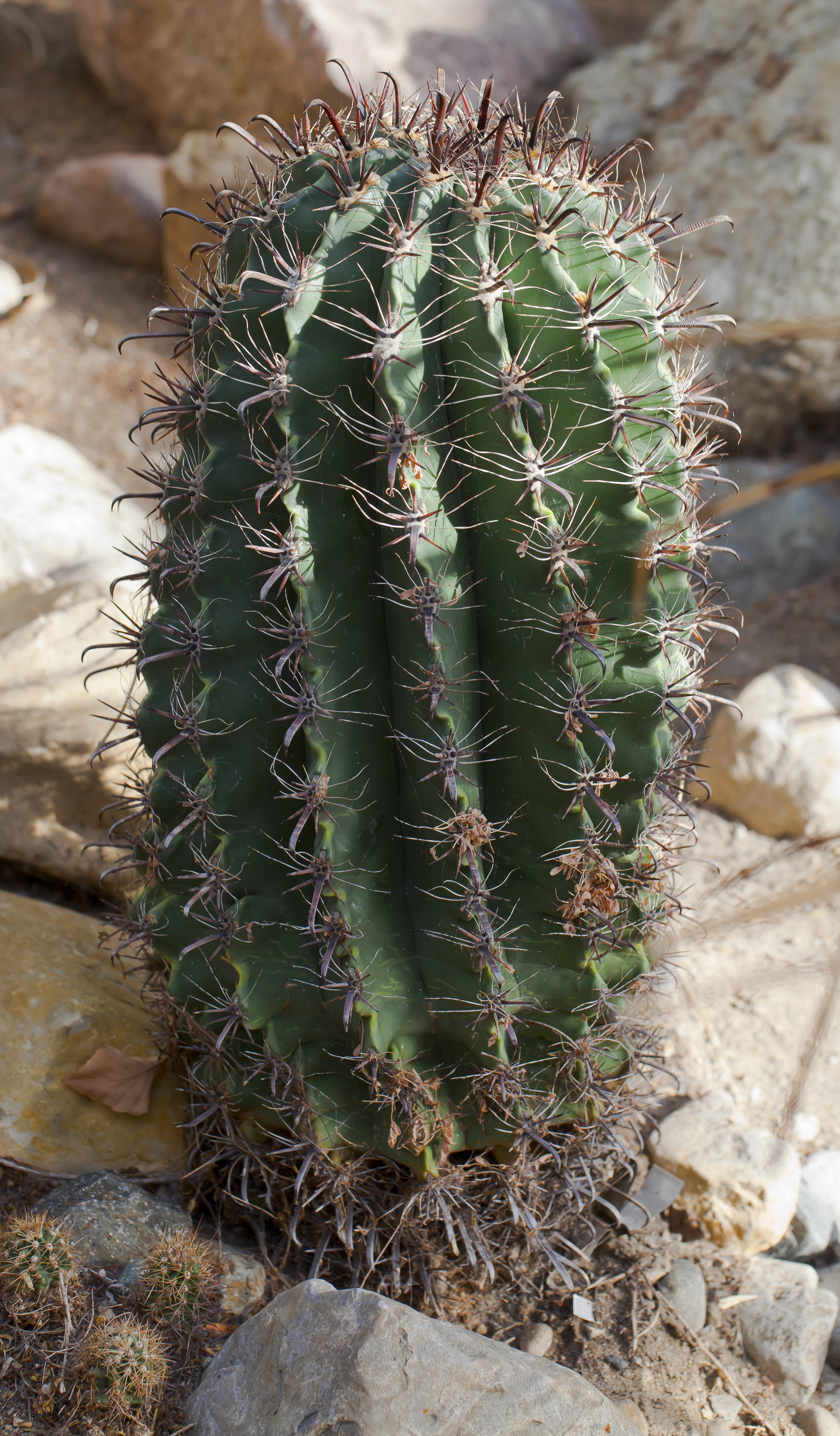
Vista de perfil.

## Descripción
El cuerpo del cactus es de forma globular, con la parte superior deprimida y plana, color verde grisáceo. Su tallo varía de 6 a 12 dm de altura, aunque rara vez llegan a mayor altura, y de 45 cm a 80 cm de diámetro. A lo largo del tallo, se presentan de 20 a 28 costillas longitudinales. Posee aureolas en las protuberancias a lo largo de las costillas. Tiene 4 espinas centrales por aureola, las más grandes de 3,8 cm a 5 cm de longitud, y de 12 a 20 espinas radiales de 4,5 cm de longitud.
Las flores, de aspecto de embudo, son de color rojo o amarillo y se forman en la cima del tallo. Estas llegan a medir 6 cm de longitud. Florece esporádicamente al final de la primavera y abundantemente en el verano.
La fruta es de color amarillo, de 5 cm de diámetro, en forma de barril, y es carnosa al madurar, lo cual ocurre durante el otoño. Este fruto pertenece a la dieta del venado bura (Odocoileus hemionus). Inclusive, el cactus llega a ser consumido por conejos y el ganado si las espinas son removidas por alguna alteración común, como el fuego. Algunos pueblos han usado la pulpa para hacer jalea y dulces. El cactus llega a producir hasta 30 000 semillas por año. En muchas zonas de México el fruto es llamado guamiche, muy utilizado para elaborar dulces tradicionales y agua de guamiche.
Las raíces son poco profundas, confinadas a las capas superiores del suelo. Posee una raíz principal de anclaje que se extiende a una profundidad de 2 cm, mientras tiene otras raíces laterales más cortas. Las raíces son a menudo expuestas después de lluvia.
Ferocactus wislizenii se reproduce por semillas únicamente, que son dispersadas por aves y roedores. La germinación se produce mejor a una temperatura de 20 a 30 °C después de estar expuestas a 8 horas de luz. Las semillas no germinan en la oscuridad. Posee una vida de 50 a 130 años.
Se ha apreciado que las biznagas de agua tienden a inclinarse y apuntar en dirección sudoeste. Según algunas hipótesis, esto podría deberse a que el crecimiento se ve disminuido en aquella parte que queda expuesta al sol por la tarde, y por tanto, al momento de mayor calor, esto es, en dirección suroeste. Por ende, se recomienda que al trasplantar un espécimen se oriente de acuerdo a su posición original.

## Hábitat
Se le encuentra en terrenos desérticos y pastizales en suelos con roca, grava o arena, a una altitud de 300  a 1600 m s. n. m. Es sensible a heladas, lo cual es un factor limitante a altitudes y latitudes mayores. A la biznaga de agua se la colecciona y se la usa para jardinería.

## Distribución
Crece en el desierto de Chihuahua y de Sonora.

## Taxonomía
Ferocactus wislizenii fue descrita por Nathaniel Lord Britton & Joseph Nelson Rose y publicado en The Cactaceae; descriptions and illustrations of plants of the cactus family 3: 127, en el año 1922.
Etimología
Ferocactus: nombre genérico que deriva del adjetivo latíno "ferus" = "salvaje" , "indómito" y "cactus", para referirse a las fuertes espinas de algunas especies.
wislizenii epíteto otorgado en honor de Frederick Adolf Wislizenus (1810-1889), cirujano militar, explorador, botánico alemán que viajó ampliamente por el Suroeste de Estados Unidos
Sinonimia
- Echinocactus arizonicus R.E.Kunze
- Echinocactus emoryi Engelm.
- Echinocactus falconeri Orcutt
- Echinocactus wislizeni Engelm.
- Echinocactus wislizeni var. albispinus Toumey
- Echinocactus wislizeni f. albispinus (Toumey) Schelle
- Echinocactus wislizeni var. phoeniceus R.E.Kunze
- Echinocactus wislizeni f. phoeniceus (R.E.Kunze) Schelle
- Echinocactus wislizeni subsp. tiburonensis (G.E.Linds.) Felger
- Ferocactus arizonicus (R.E.Kunze) Orcutt
- Ferocactus falconeri (Orcutt) Orcutt
- Ferocactus phoeniceus (R.E.Kunze) Orcutt[3][4][5]